# Eilema aprica
Eilema aprica är en fjärilsart som beskrevs av Butler. Eilema aprica ingår i släktet Eilema och familjen björnspinnare. Inga underarter finns listade i Catalogue of Life.